# Олимпийски стадион (Баку)
Олимпийският стадион (на азербайджански: Bakı Milli Stadionu) в Баку, Азербайджан е многофункционален стадион с подвижен покрив, открит на 6 март 2015 г. Капацитетът му е 69 870 зрители и е най-големият стадион в Азербайджан.
Сградата е основната сцена на Европейските игри през 2015 г. Освен това, на обекта ще се играят 4 мача от Европейското първенство по футбол през 2021 г.

## Европейско първенство по футбол 2020
Олимпийски стадион Баку е едно от съоръженията на Европейското първенство по футбол 2020. Следните мачове от турнира се изиграват на стадиона:
| Дата       | Час(CET) | Отбор #1  | Рез. | Отбор #2  | Фаза          | Публика |
| ---------- | -------- | --------- | ---- | --------- | ------------- | ------- |
| 2021-06-12 | 15.00    | Уелс      | –    | Швейцария | Група А       |         |
| 2021-06-16 | 18.00    | Турция    | –    | Уелс      | Група A       |         |
| 2021-06-20 | 18.00    | Швейцария | –    | Турция    | Група A       |         |
| 2021-07-03 | 18.00    |           | –    |           | Четвъртфинали |         |